# Bule Naipi
Bule Naipi (ur. 1922 w Gjirokastrze, zm. 17 lipca 1944 tamże) – albańska partyzantka zamordowana podczas publicznej egzekucji w czasie II wojny światowej. Odznaczona tytułem honorowym Bohater Albanii.  

## Biografia
Bule Naipi urodziła się w 1922 r. w Gjirokastrze w Albanii. Jako dziecko zmagała się z trudnościami ponieważ ojciec wyemigrował do USA, pozostawiając ją i jej brata Sado. Była członkiem Związku Młodzieży Robotniczej Albanii – młodzieżowej organizacji Albańskiej Partii Pracy, której liderem był Qemal Stafa.  W czasie II wojny światowej, razem z bratem, dołączyła do ruchu oporu działającego na rzecz wyzwoleniu kraju spod okupacji nazistowskiej. Brała udział w demonstracjach antyfaszystowskich, szerzyła idee antyfaszystowskiej wojny narodowo-wyzwoleńczej wśród Albańczyków, zwłaszcza wśród młodych kobiet i dziewcząt z Gjirokastrës, Libohovy i Konispolu. Bule Naipi i Persefoni Kokëdhima były śledzone a po uwięzieniu, w zamku w Gjirokastrze, torturowane. Obie kobiety zamordowano przez powieszenie na placu Çerçiz Topulli w Gjirokastër 17 lipca 1944 r., kilka dni przed wyzwoleniem miasta. Miesiąc przed śmiercią Bule w jej domu schronił się Qemal Stafa. W ostatnich chwilach swego życia pozostała nieugięta wobec wroga, wykazała się wielką odwagą i lojalnością, nie wydała żadnego z partyzantów. 2 października 1971 r. decyzją nr 65 Ministerstwo Obrony uznało  Bule Naipi Męczennikiem Narodu (Dëshmorët e Atdheut). 

## Upamiętnienie
- Pomnik bohaterskich partyzantek Bule Naipi i Persefoni Kokëdhima, autorstwa Goriego Kostaqi, znajduje się na placu, na którym je zamordowano, Çerçiz Topulli w Gjirokastër. Kamienna rzeźba przedstawiająca dwie młode kobiety stojące bohatersko z rękami związanymi za plecami[1][8][9].
- Naipi wymieniona jest jako bohaterka ludu na pomniku w dzielnicy Dunavat miasta Gjirokastër[9].
- W 1967 r. powstał film oparty na historii Bule Naipi i Persefoni Kokëdhim Zwycięstwo nad śmiercią (Ngadhënjim mbi vdekjen) w reż. Gëzima Erebary, Piro Milkaniego[8][7].
- W 1974 r. powstała rzeźba autorstwa Odhise Paskaliego, ukazująca popiersia Bule Naipi i Persefoni Kokëdhima. Obie kobiety mają na szyi sznur[8][9].
- W okresie socrealizmu powstało wiele dzieł, które zainspirowała Bule Naipi, m.in.: tryptyk Bule dhe Persefoni autorstwa Safo Marko, grafika Heroinat Bule Naipi e Persefoni Kokëdhima autorstwa Lumturi Dhrami, obraz Persefoni dhe Bule autorstwa Pavllo Moçi[8][9].